# Christus patiens

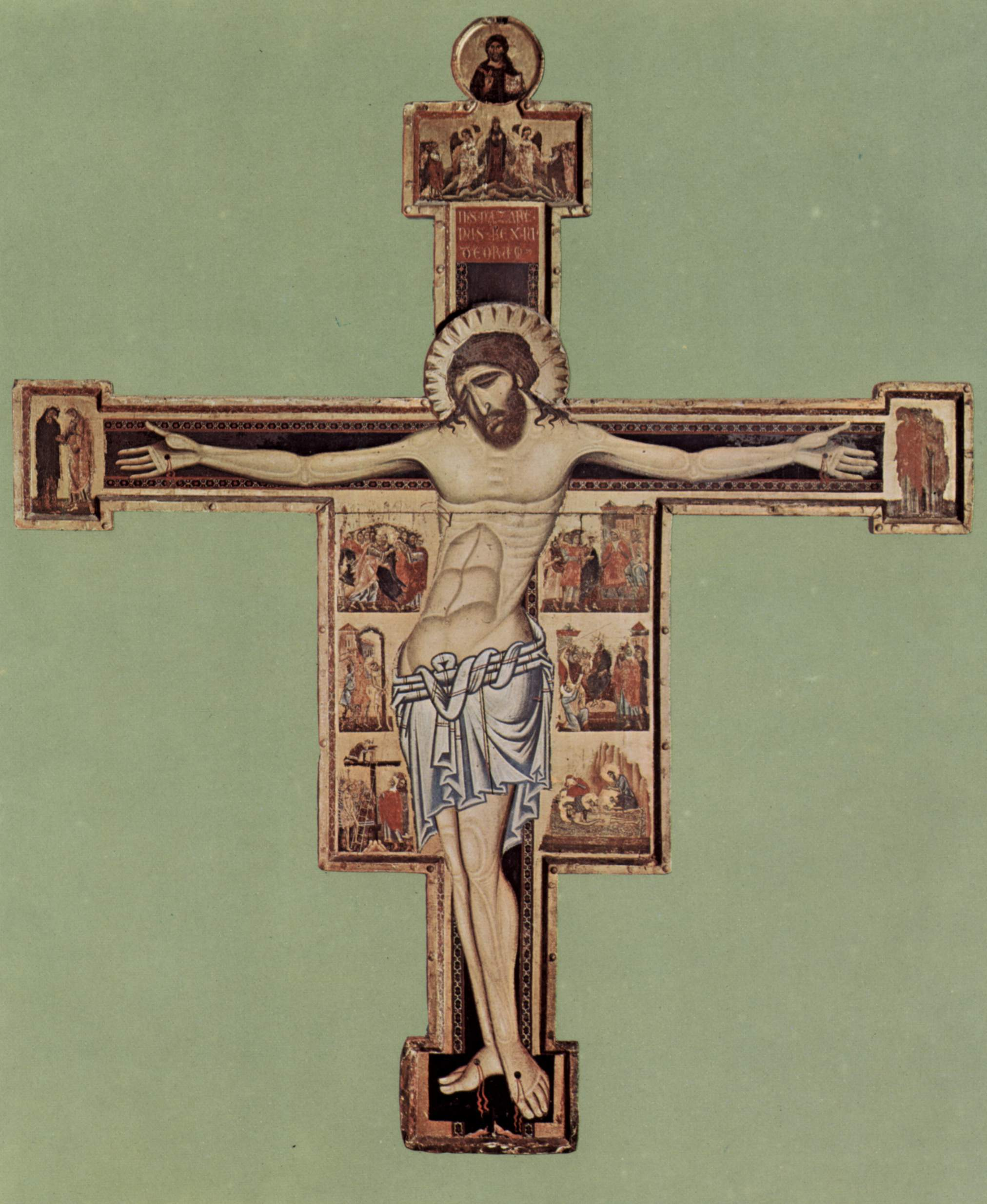
Coppo di Marcovaldo, ca. 1261, San Gimignano, Pinacoteca Civica.

Christus patiens is een iconografie van de gekruisigde Christus, die tot stand kwam in Italië in de tweede helft van de dertiende eeuw, onder invloed van de franciscanen. In dit type van kruisiging van de lijdende Christus wordt de gepijnigde en stervende Christus getoond, het hoofd schuin opzij gebogen en met gesloten ogen. Hij hangt nog niet echt aan het kruis en de benen zijn nog recht en parallel aan elkaar afgebeeld. Meestal wordt de wonde van de lans in de zijde van Christus afgebeeld. Ook in het Byzantijnse voorbeeld dat voor deze iconografie de basis was, en dat omstreeks de 10e eeuw ontstond, zien we een Christus die niet aan het kruis hangt maar eerder rechtop staat met rechte, parallelle benen en de voeten naast elkaar vastgenageld met twee nagels. De figuur neigt het hoofd en de ogen zijn gesloten, maar het is geen dode Christus.
Het was duidelijk de bedoeling het lijden en de pijn van de verlosser uit te beelden om het medelijden en de empathie van de toeschouwer op te wekken. Voordien was de iconografie van de Christus triumphans gebruikelijk. In de overgangsperiode tussen Christus triumphans en Christus patiens zien we een langzame evolutie van de beeldtaal, waarbij aanvankelijk wel het lijden wordt geëvoceerd maar Christus nog levend en met open ogen en zonder de wonde in zijn zijde wordt afgebeeld. De nieuwe iconografie legde meer de nadruk op het offer van Christus en op zijn 'mens zijn' dan op zijn 'heerschappij'.
In de westerse iconografie is de Christus patiens een tussenstadium in de overgang van de Christus triumphans naar de Christus Dolens. De overgang van de trumphans naar de patiens kan men ook vaststellen in de taferelen die soms op de tabelloni geschilderd werden.

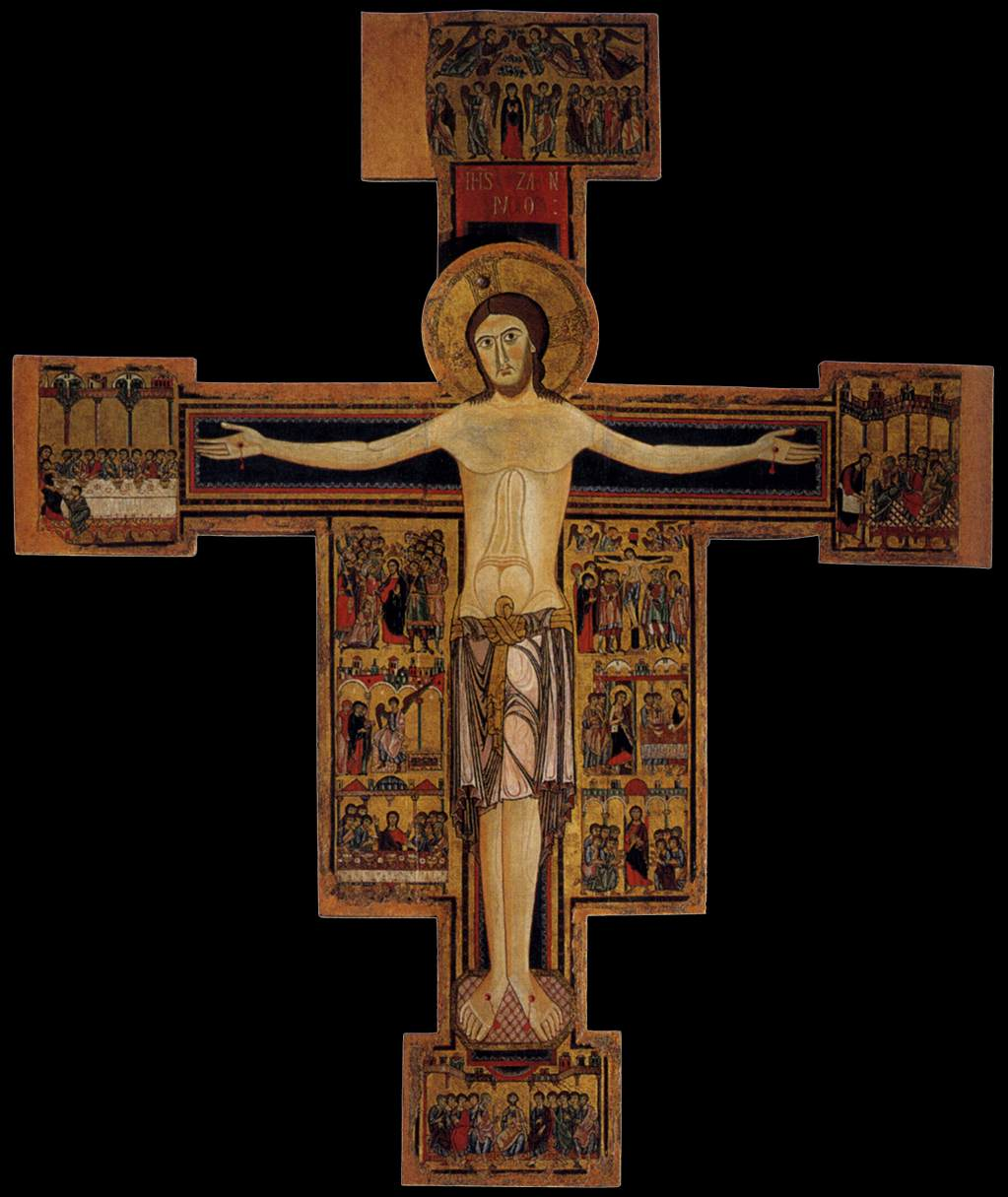
Crucifix van de San Sepolcro, 1190, Pisa, Museo Nazionale di San Matteo

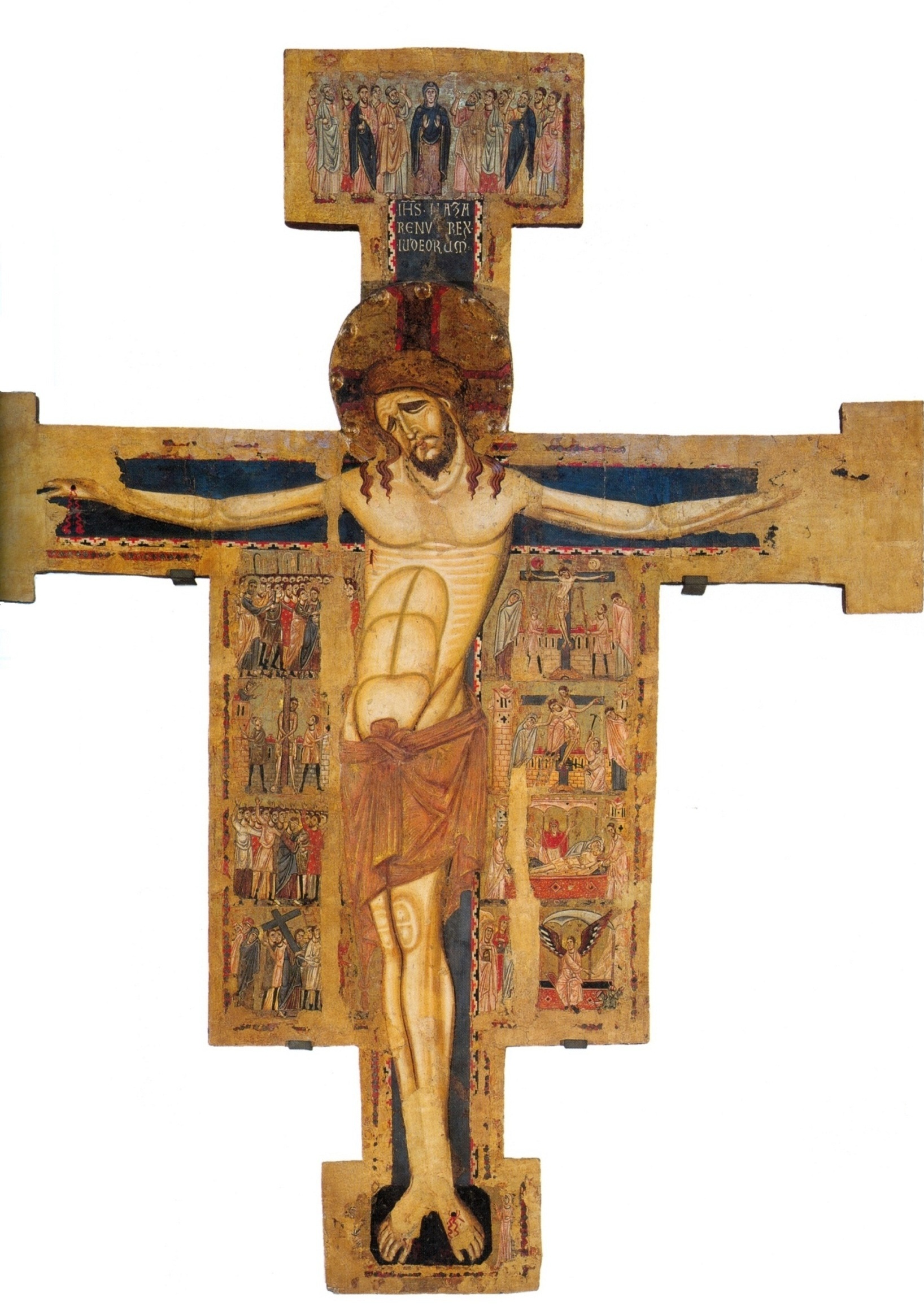
Crucifix van San Martino, 1250-1260, Enrico di Tedice, Pisa, San Martino kerk.

Het crucifix van San Sepolcro, in de Christus triumphans iconografie toont op de tabelloni de volgende taferelen: het laatste avondmaal, de voetwassing, de bespotting van Christus, de kruisiging, de Maria's bij het graf (de verrijzenis), de weg naar Emmaüs, het maal in Emmaüs, de verschijning aan de gesloten poorten en het pinkstergebeuren. Slects twee van de acht taferelen hebben te maken met het lijdensverhaal, het gros van de voorstellingen benadrukt de verrijzenis.
Het crucifix van de San Sepolcro daarentegen, een voorbeeld van de Christus patiens iconografie toont op de tabelloni de passiescènes over het lijden van Christus: het verraad van Judas, de geseling, de bespotting, de kruisweg, de kruisiging, de kruisafname en de graflegging.  Slechts één tafereel, de Maria's bij het graf, verwijst naar de opstanding. Dezelfde verschuiving deed zich voor in de teksten van de Franciscanen uit die periode, waarin ook sterk het lijden van Christus benadrukt werd.

## Werken
Hierbij enkele voorbeelden:
- Crucifix n° 20, 1210,  Maestro bizantino del Crocifisso di Pisa, Pisa, Museo nazionale di San Matteo
- Crucifix van San Zeno, 1274, Coppo di Marcovaldo, Pistoia, dom van Pistoia (Cattedrale di San Zeno)
- Crucifix van de Santa Maria degli Angeli,  1230-1240, Giunta Pisano, Assisi, museo della basilica di Santa Maria degli Angeli

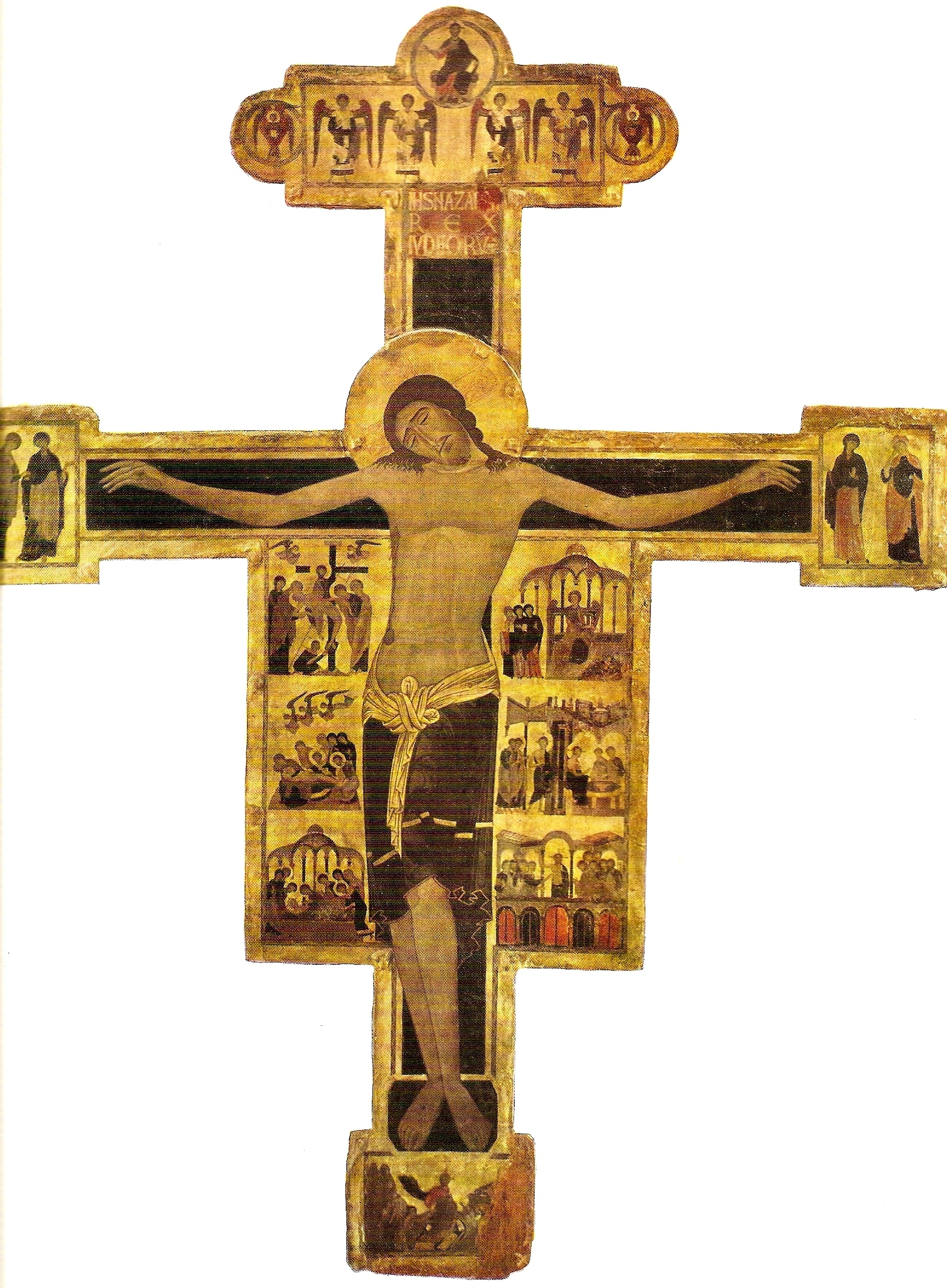
Crucifix 20, Pisa, Museo nazionale di San Matteo
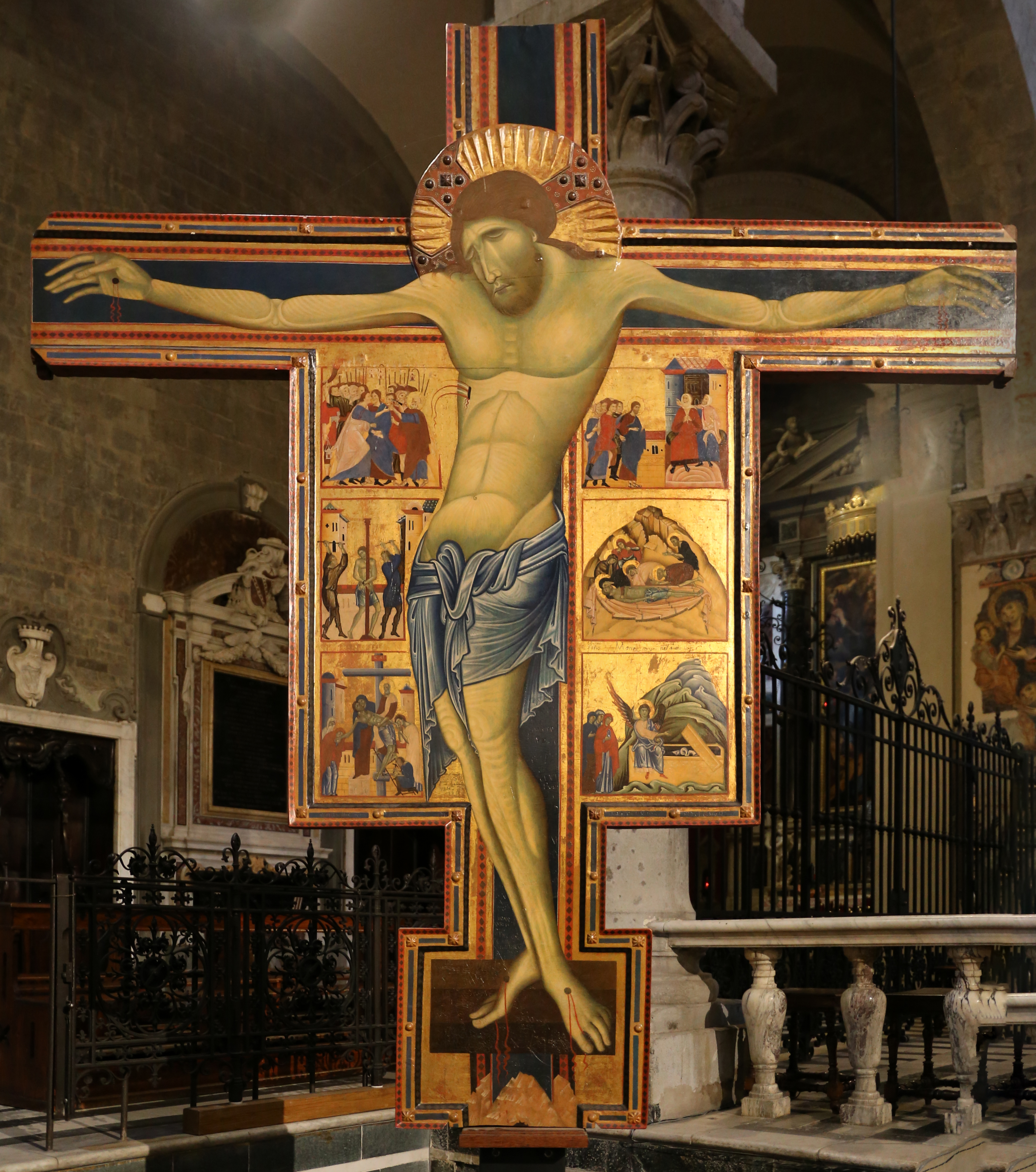
Kruis van San Zeno, Pistoia, cattedrale di San Zeno
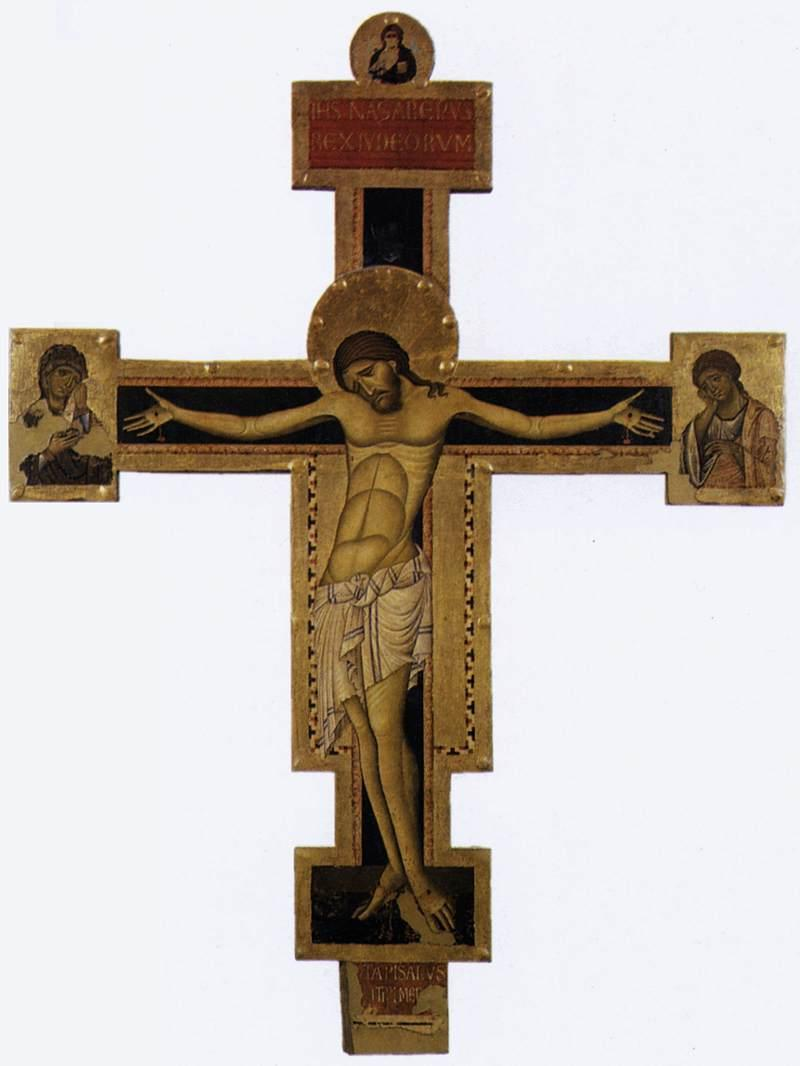
Crucifix van de Santa Maria degli Angeli, Assisi, museo della basilica di Santa Maria degli Angeli